# Edifício Prestes Maia

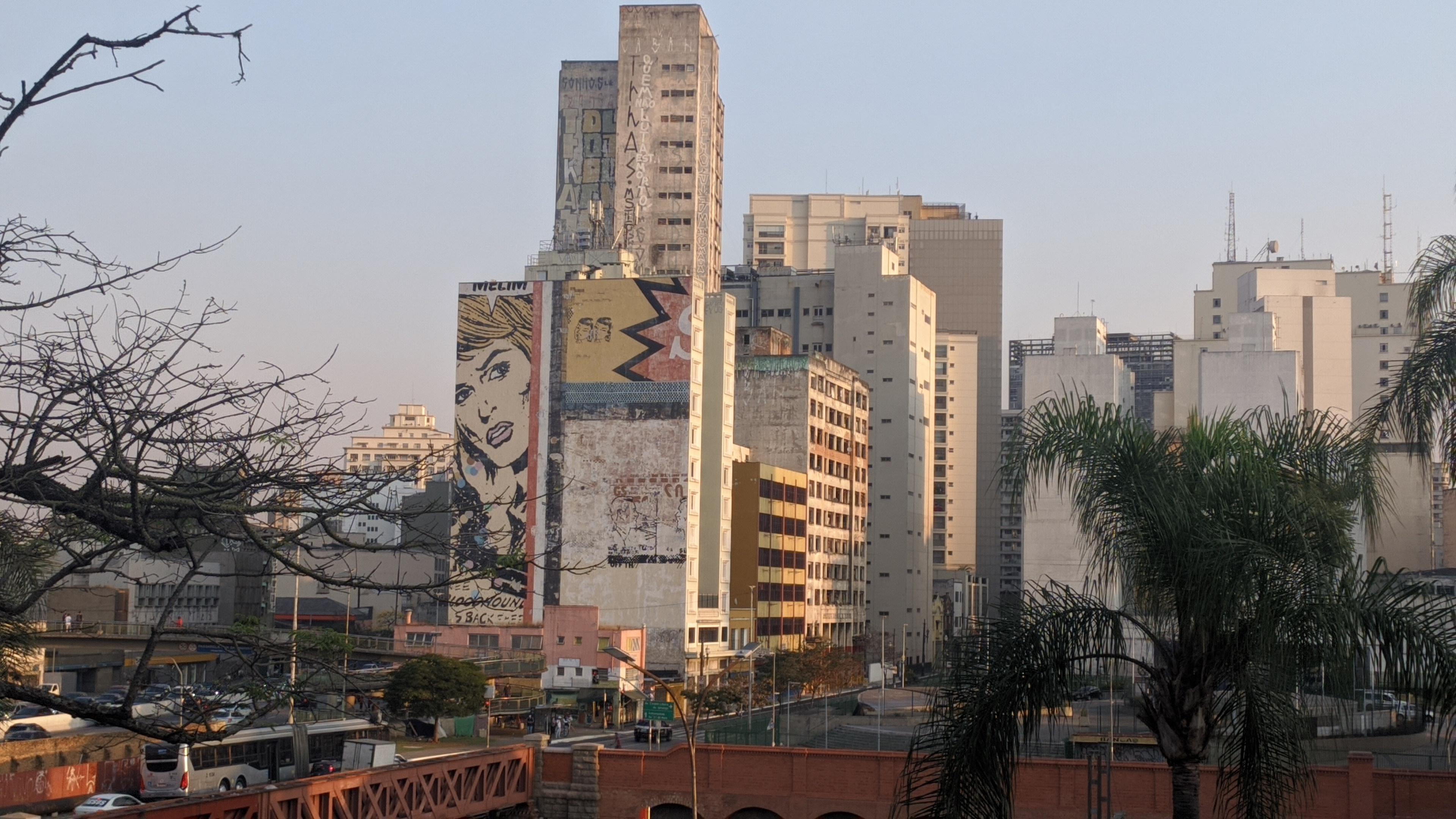
Edifício Prestes Maia visto da Pinacoteca do Estado de São Paulo

O Edifício Prestes Maia é um prédio de 23 andares, localizado no bairro da Luz, na cidade de São Paulo, Brasil, como parte de um bloco de dois prédios. O edifício era de uma fábrica de tecidos, a Companhia Nacional de Tecidos, até o final década de 1970, quando a fábrica e a sede foram movidas para o interior do estado de São Paulo. Após passar por vários donos, incluindo o Banco Citibank Brasil e o empresário Jorge Nacle Hamuche, a ocupação do prédio por movimentos sem teto viria a acontecer em 2002, resistindo a várias ordens judiciais desde então. Em 2007, quando 468 famílias viviam no local, houve um acordo entre os moradores e a prefeitura, que ofereceu auxílio financeiro e apartamentos do CHDU, mas foi reocupado por outro movimento sem teto em 2010.
Em 2015, o edifício foi comprado pela prefeitura de São Paulo, então sob o mandato de Fernando Haddad, com o objetivo de criar moradia popular aos residentes locais.
Em 2022, a prefeitura de São Paulo anunciou que vai fazer um retrofit do prédio. A reforma, de acordo com a prefeitura, contará com apartamentos de 30 a 50 metros quadrados. As famílias contempladas incluem as que já vivem no edifício e as que moraram anteriormente no edifício.

## História

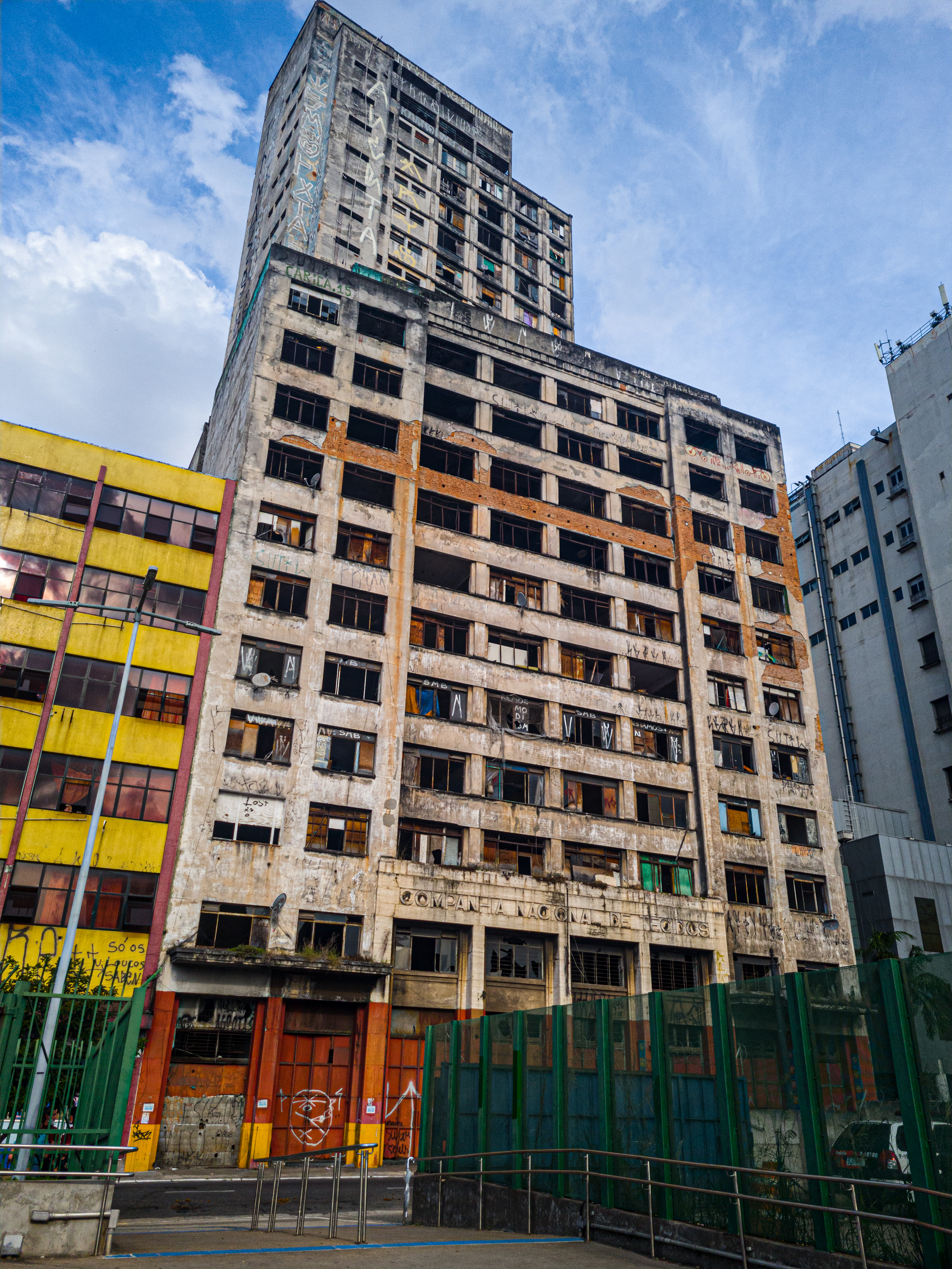
Edifício Prestes Maia em abril de 2022

### Antecedentes e primeira ocupação
O Edifício Prestes Maia é um dos dois prédios no centro de São Paulo. Inicialmente, o plano era construir um hotel, mas optou-se pela expansão da fábrica de tecidos. Em 1978, a sede e a fábrica se mudaram para o interior do estado de São Paulo. Os próximos proprietários incluem o Banco Citibank, a Secretaria das Finanças do Estado de São Paulo, e o empresário Jorge Nacle Hamuche. O prédio continuou sem uso definido e vazio até a ocupação por movimentos sem teto em 2 de novembro de 2002. A primeira ocupação foi marcada pela criação de uma biblioteca comunitária.
O prédio foi desocupado em 2007 após reuniões, assembleias e um pedido judiciário.

### Segunda ocupação
No dia 5 de outubro de 2010, o edifício Prestes Maia é ocupado novamente com coordenação do Movimento de Moradia na Luta por Justiça (MMLJ). A ocupação teve um ápice de 478 famílias, num total de quase 2 mil pessoas. Em 2015, o prédio foi comprado pela prefeitura, que era de propriedade de Jorge Nacle Hamuche.
Em novembro de 2018, o prédio sofreu um incêndio, poucos meses após o incêndio e consequente desabamento do Edifício Wilton Paes de Almeida, também ocupado por um movimento sem teto. No momento do incêndio, cerca de 230 famílias viviam no Prestes Maia. Após o incêndio, foram realizados mutirões para restaurar o prédio.
As famílias participantes do movimento de moradia recebem uma pontuação de acordo com a sua participação em atividades, como a limpeza do prédio, e eventos, como participação em assembleias e manifestações, servindo na formação política dos ocupantes. O ranqueamento é criticado por parte da sociedade e da imprensa.

## Retrofitdo edifícios
Em 2022, a prefeitura de São Paulo anunciou que iria começar um retrofit do edifício. A reforma, de acordo com a prefeitura, contará com apartamentos de 30 a 50 metros quadrados. As famílias contempladas incluem as que já vivem no edifício e as que moraram anteriormente no edifício. Com a reforma do prédio, 287 das 500 famílias que moravam no prédio irão retornar, e as outras dependerão do auxílio moradia.